# Данте Лауретта

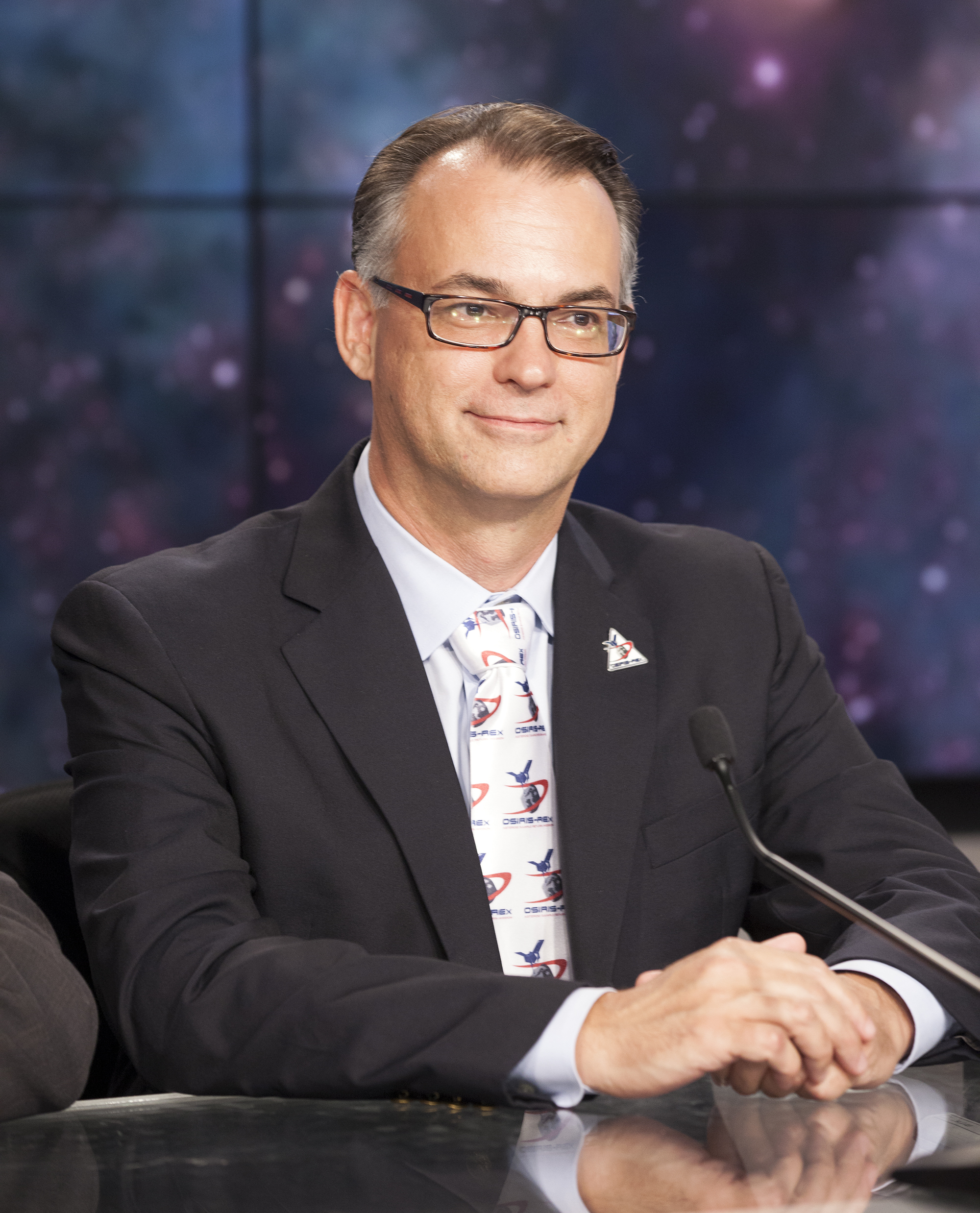
Лауретта на прес-конференції перед запуском OSIRIS-REx.

Данте С. Лауретта (англ. Dante S. Lauretta; нар. 1970) — професор планетарної науки та космохімії в Лабораторії Місяця та планет Університету Аризони. Його основна сфера досліджень — це планети, астероїди та процеси, які відбуваються на їхніх поверхнях. Лоретта є головним дослідником місії НАСА OSIRIS-REx, що була спрямована на вивчення астероїда Бенну. Місія мала на меті зібрати з цього астероїда зразки матеріалу та доставити їх на Землю для подальших наукових досліджень. Цей проєкт допоможе вченим краще зрозуміти склад астероїдів та їхній вплив на формування планет у Сонячній системі.

## Освіта
Данте Лауретта народився і виріс в Аризоні. У 1993 році він закінчив Університет Аризони, отримавши два бакалаврські дипломи — з фізики та математики. Через кілька років, у 1997-му, він здобув докторський ступінь у галузі наук про Землю та планети в Університеті Вашингтона в Сент-Луїсі. Після цього Лауретта працював у відділі геологічних наук в Університеті штату Аризона як постдокторант, з 1997 по 1999 рік, а з 1999 по 2001 рік — асоційованим науковим співробітником в університеті, де досліджував хімію та біохімію. У 2001 році він приєднався до факультету Університету Аризони, де продовжив свою кар'єру як викладач і дослідник.

## Робота
Дослідження Данте Лауретта зосереджені на хімії та мінералогії астероїдів і комет, що він визначає за допомогою лабораторних аналізів і спостережень з космічних апаратів. Його робота є важливою для розуміння хімії сонячної туманності — матеріалу, з якого утворилася наша Сонячна система. Вивчення цього матеріалу допомагає зрозуміти походження складних органічних молекул на ранніх етапах існування Сонячної системи, а також дає можливість уточнити початкові хімічні компоненти, з яких сформувалися планети Земної групи. Лоретта є експертом в аналізі матеріалів поза Землею. Для цього він використовує різноманітні методи, такі як індуктивно зв'язана плазмова мас-спектрометрія (ICP-MS), сканувальний електронний мікроскоп (SEM), трансмісійна електронна мікроскопія (TEM), електронний мікроаналіз (EPMA) та рентгеноструктурний аналіз (XRD). Ці методи він застосовує для вивчення метеоритів, зразків місяця та частинок, повернутих місією Stardust. Лауретта здобув популярність завдяки своїй експериментальній роботі з формування сульфідів, що містять залізо, в сонячній туманності. Він також досліджував хімічну поведінку таких елементів, як ртуть, бор і берилій у метеоритах. На честь Лауретта був названий астероїд 5819 Lauretta..